# Perfect Strangers (canção de Jonas Blue)
"Perfect Strangers" é uma canção do DJ e produtor musical britânico Jonas Blue, com vocais de JP Cooper. Foi lançada em formato digital no Reino Unido em 3 de junho de 2016. A canção atingiu o pico de número 2 na parada UK Singles Chart. A canção também emplacou na Áustria, Bélgica, França, Alemanha, Holanda e Suécia.

## Faixas
| Descarga digital |                                           |         |  |
| N.º              | Título                                    | Duração |  |
| 1.               | "Perfect Strangers" (featuring JP Cooper) | 3:16    |  |

## Desempenho nas paradas
| Parada (2016)                                     | Melhor posição |
| ------------------------------------------------- | -------------- |
| Austrália (ARIA)                                  | 7              |
| Áustria (Ö3 Austria Top 75)                       | 16             |
| Bélgica (Ultratop 50 de Flandres)                 | 30             |
| Bélgica (Ultratip Bubbling Under da Valônia)      | 23             |
| República Checa (Rádio Top 100)                   | 55             |
| República Checa (Singles Digitál Top 100)         | 15             |
| Dinamarca (Tracklisten)                           | 35             |
| França (SNEP)                                     | 44             |
| O campo songid é OBRIGATÓRIO PARA PARADA ALEMÃ    | 9              |
| Hungria (Rádiós Top 40)                           | 23             |
| Hungria (Single Top 40)                           | 17             |
| Irlanda (IRMA)                                    | 2              |
| Itália (FIMI)                                     | 28             |
| Letônia (Latvijas Top 40)                         | 15             |
| Países Baixos (Dutch Top 40)                      | 2              |
| Países Baixos (Single Top 100)                    | 3              |
| Nova Zelândia (Recorded Music NZ)                 | 8              |
| Noruega (VG-lista)                                | 23             |
| Polónia (Polish Airplay Top 100)                  | 56             |
| Escócia (Scottish Singles Chart)                  | 2              |
| Eslováquia (Rádio Top 100)                        | 50             |
| Suécia (Sverigetopplistan)                        | 3              |
| Suíça (Schweizer Hitparade)                       | 31             |
| Reino Unido (UK Dance Chart)                      | 1              |
| Reino Unido (UK Singles Chart)                    | 2              |
| Estados Unidos (Billboard Dance/Electronic Songs) | 12             |

## Data de lançamento
| Região      | Data               | Formato          | Gravadora                  |
| ----------- | ------------------ | ---------------- | -------------------------- |
| Reino Unido | 3 de junho de 2016 | Descarga digital | Virgin EMI Universal Music |